# Laissac
Laissac är en kommun i departementet Aveyron i regionen Occitanien i södra Frankrike. Kommunen ligger  i kantonen Laissac som ligger i arrondissementet Rodez. År 2018 hade Laissac 1 711 invånare.

## Befolkningsutveckling
Antalet invånare i kommunen Laissac
Referens: INSEE